# Arrondissement Sarlat-la-Canéda
Sarlat-la-Canéda is een arrondissement van het Franse departement Dordogne in de regio Nouvelle-Aquitaine. De onderprefectuur is Sarlat-la-Canéda.

## Kantons
Het arrondissement was tot 2014 samengesteld uit de volgende kantons:
- kanton Belvès
- kanton Le Bugue
- kanton Carlux
- kanton Domme
- kanton Montignac
- kanton Saint-Cyprien
- kanton Salignac-Eyvigues
- kanton Sarlat-la-Canéda
- kanton Terrasson-Lavilledieu
- kanton Villefranche-du-Périgord

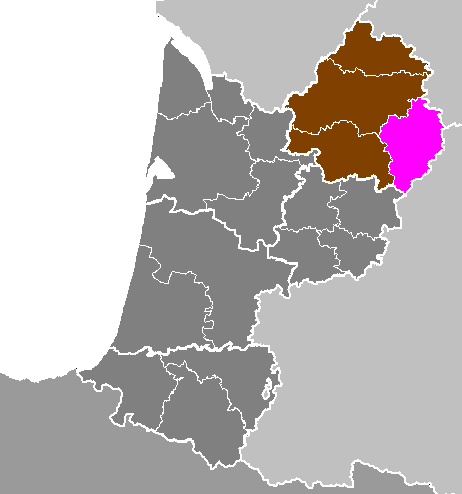
ligging arrondissement in Aquitaine vóór 2017

Na de herindeling van de kantons bij decreet van 21 februari 2014 met uitwerking op 22 maart 2015, en de aanpassing van de arrondissementsgrenzen vanaf 2017 door het arrest van 30 december 2016, zijn dat :
- kanton Haut-Périgord Noir  ( deel 30/31 )
- kanton Périgord central  ( deel 1/35 )
- kanton Sarlat-la-Canéda
- kanton Terrasson-Lavilledieu
- kanton Vallée Dordogne
- kanton Vallée de l'Homme